# Los Siete Puentes de Paso Mayor
Los Siete Puentes de Paso Mayor es un puente ferroviario perteneciente al Ferrocarril Rosario Puerto Belgrano, que cruza el cauce del Río Sauce Grande en el límite de los
Partidos de Coronel Rosales y Coronel Dorrego al sur de la Provincia de Buenos Aires, Argentina.

## Historia

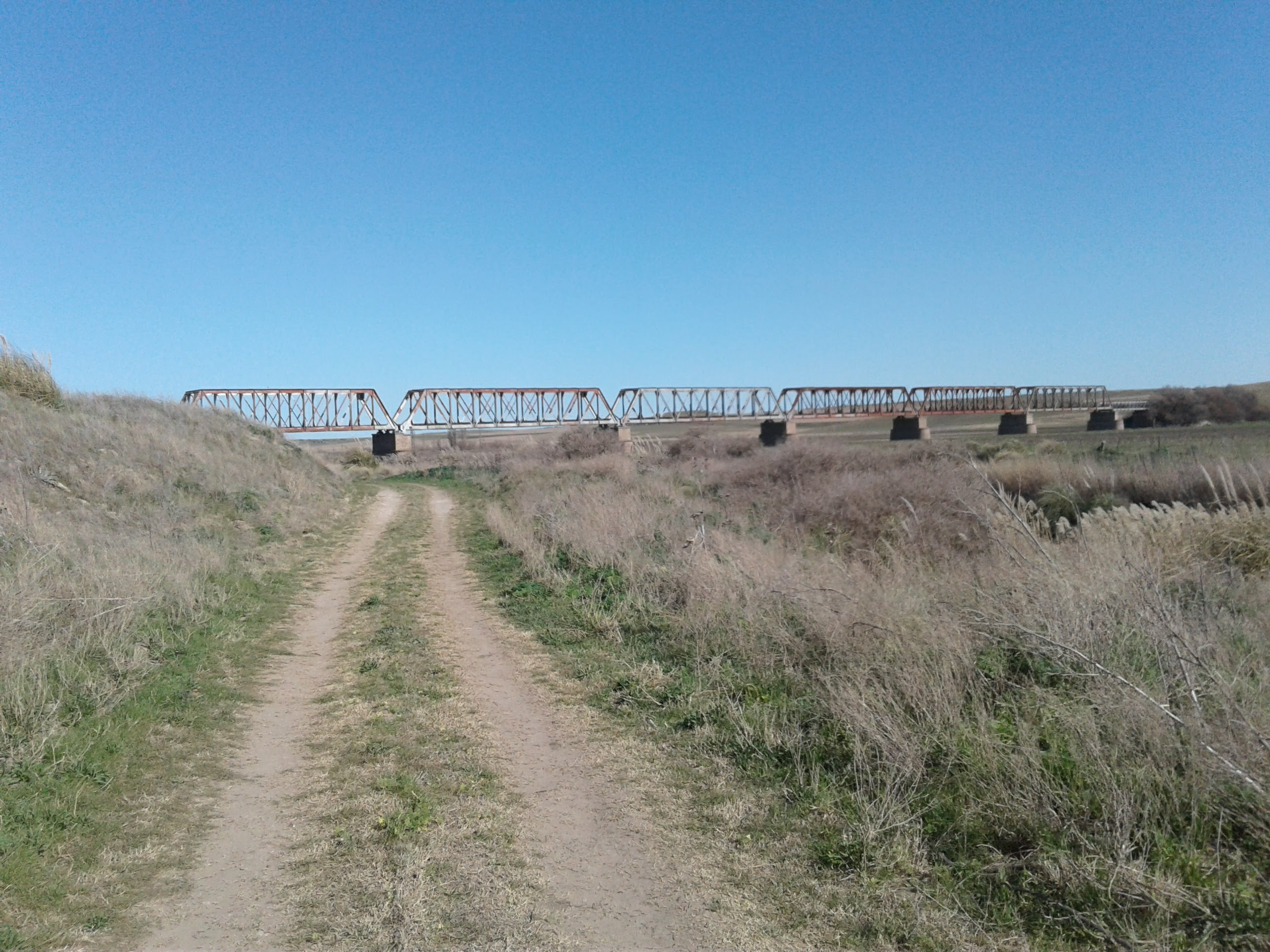
Vista de Los Siete Puentes de Paso Mayor

Recibe su nombre por ser un puente dividido en siete secciones, seis de una estructura tipo "jaula" y una "abierta", está ubicado en el Paso Mayor del Río Sauce Grande cerca del paraje homónimo.
Su construcción finalizó en el año 1908 y es parte del Ferrocarril Rosario Puerto Belgrano, el mismo cruza de norte a sur el sur de la Provincia de Santa Fe y todo el oeste de la Provincia de Buenos Aires, descartando el modelo radial hacia la Ciudad de Buenos Aires que tenían todos los ferrocarriles británicos.
Fue utilizado por un ferrocarril por última vez en el año 1977 cuando sección sur de ese ramal ferroviario fue clausurado definitivamente por un decreto del gobierno de facto.
En los 90' este ramal ferroviario fue concesionado con todos sus activos, quien actualmente es el dueño de la concesión es la empresa Ferro Expreso Pampeano S.A., la cual nunca utilizó la sección sur del ramal ante dicho.

## Estructura

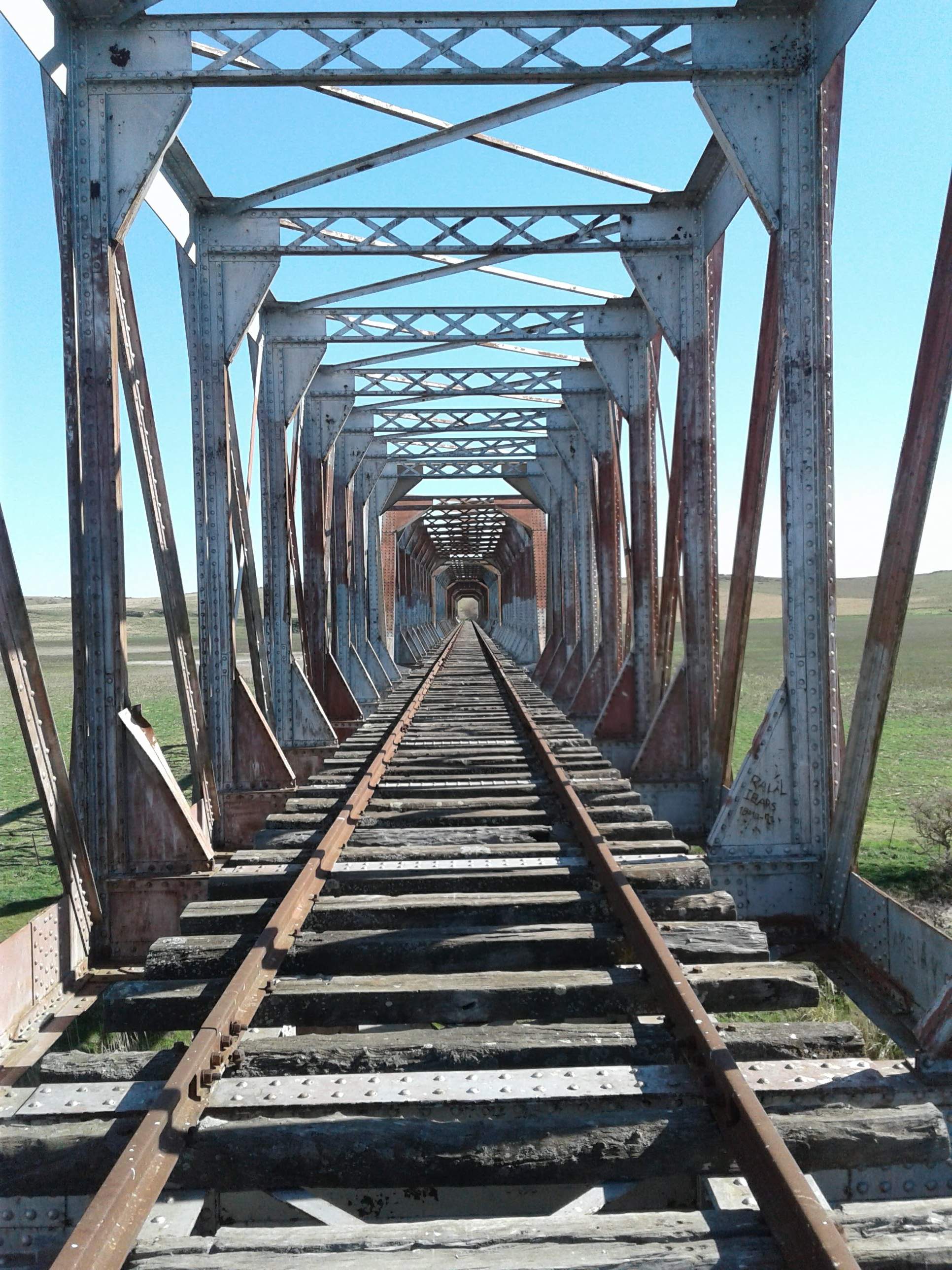
Vista del puente

El apoyo o bastión de cada extremo distan a 266 metros cada uno, cada bastión cuenta con dos aletones. Cada una de los tableros de cada sección descansa sobre seis pilares que están en lo que fue el lecho del río otrora caudaloso. 
Toda la estructura del puente, tanto la "cuerda superior", "cuerda inferior", "diagonales", "arriostramiento inferior", "arriostramiento superior", "postes", "viguetas", "bulones" y otras partes del puentes fueron construidos según las siguientes generalidades:

Sus piezas debían ser accesibles para su inspección, limpieza, mantenimiento y reparación.
- Sus secciones debían ser simétricas igual que sus remachados.
- El sistema de apoyo de la estructura se separa de la mampostería de las pilas.
- Se utilizan sistemas de cartabones, arriostrados o cordones, para que el agua rechazada por las pilas, no provoque deterioros en su parte inferior.

## Declaratoria de Patrimonio Histórico
En 2010 el Consejo Deliberante del Partido de Coronel Rosales lo declaró "Patrimonio Arquitectonico, Historico y Cultural" del municipio. En el 2012 fue declarado patrimonio histórico provincial, por la legislatura de la Provincia de Buenos Aires.

## Polémica
Pese a estar declarado recientemente patrimonio histórico, se quedó sin uno de sus tramos, el utilizado por Ferro Expreso Pampeano (Fepsa) para reponerlo en lugar del dañado en la Provincia de Santa Fe que cruzaba sobre la ruta 18 al sur de Rosario. La Comisión Nacional Reguladora del Transporte le exigió a Fepsa "que se abstenga de realizar cualquier operación que no se encuentre autorizada por autoridad competente para el cambio de todo o parte del puente". Días después, con el retiro de la estructura ya consumado, el organismo de control reiteró el pedido de restitución del material ferroviario antes de los 30 días y amenazó con iniciar acciones legales.
Finalmente el puente fue restituido al lugar original terminando con  la polémica.